# Hugo Ankarcrona

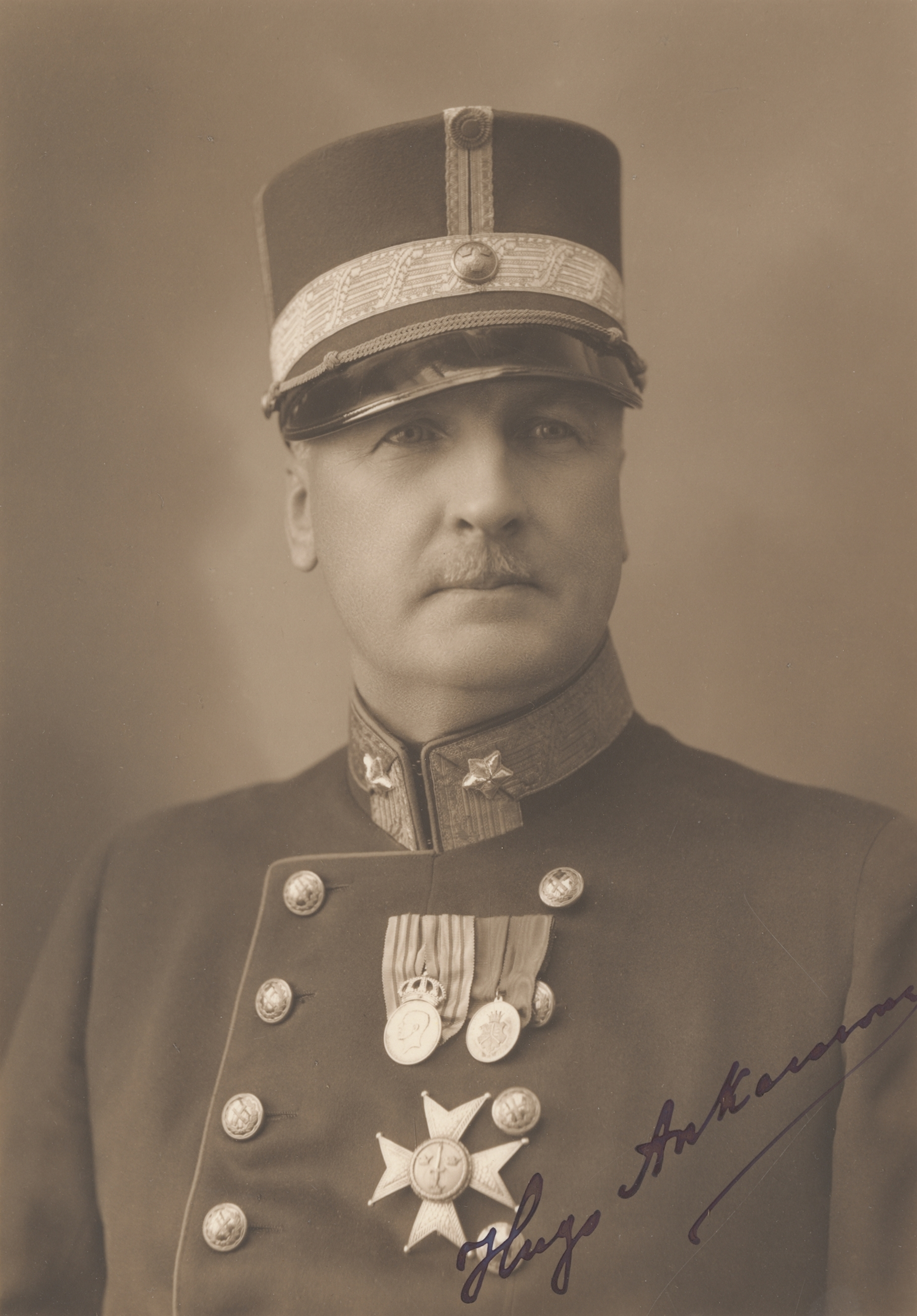
Hugo Ankarcrona.

Adolf Hugo Emanuel Ankarcrona, född 20 november 1873 i Huskvarna i Hakarps församling, död 24 februari 1957 i Skövde församling, var en svensk militär (generalmajor). 
Ankarcrona blev underlöjtnant vid Jönköpings regemente 1894, löjtnant 1896, studerade vid Krigshögskolan 1902-1904 och var aspirant vid Generalstaben 1906-1908 och befordrades till kapten 1907. 1911 blev Ankarcrona kapten vid generalstaben och blev samma år generalstabsofficer vid II. arméfördelningens stab vilket han var 1911-1915. 1915 blev han major i generalstaben och var 1915-1918 stabschef vid V. arméfördelningen. År 1917 blev han överstelöjtnant i generalstaben och 1918 överstelöjtnant vid Västernorrlands regemente och 1920 vid Svea livgarde. 1920 blev Ankarcrona överste i armén och tillförordnad chef för Hälsinge regemente och var ordinarie chef för Västerbottens regemente 1921-1928. 1923 blev han även chef för 12. infanteribrigaden. 1928 blev Ankarcrona tillförordnad brigadchef vid Västra arméfördelningen och ordinarie sådan 1929. År 1932 utsågs han till generalmajor och chef för Östra brigaden baserad i Linköping och avgick 1935 med pension.
Hugo Ankarcrona var son till brukspatron Emil Ankarcrona och Anna Norström och bror till Gustaf Ankarcrona och Anna Ankarcrona. Han gifte sig 1899 med Sigrid Sjöberg (1875–1938), dotter till fabriksdisponenten A. L. Sjöberg och Augusta Lundqvist. De blev föräldrar till Sten-Sture Ankarcrona.